# ۱۷۰۴ (میلادی)
۱۷۰۴ (میلادی) هزار و هفتصد  و چهارمین سال تقویم میلادی است.

## رویدادها
- تصرف روستای جبل‌الطارق توسط نیروی دریایی بریتانیا و شکست خوردن نیروی دریایی اسپانیایی در نبرد شش روزه.

## زادگان
- ۱۲ فوریه – شارل پینو دوکلو، نویسنده و تاریخ‌نگار فرانسوی (د. ۱۷۷۲)

## درگذشتگان
- محمدسعید اشرف مازندرانی، شاعر پارسی‌گوی
- ۱۲ آوریل – ژاک بنینی بوسوئه، کشیش فرانسوی (ز. ۱۶۲۷)
- ۱۳ مه – لوئی بوردالو، نویسنده فرانسوی (ز. ۱۶۳۲)
- ۲۸ اکتبر – جان لاک، اقتصاددان و فیلسوف بریتانیایی (ز. ۱۶۳۲)